# FC Wettingen
FC Wettingen – szwajcarski klub piłkarski, założony w 1931 roku, mający siedzibę w Wettingen. Obecnie występuje w czwartej klasie rozgrywkowej w Szwajcarii (Druga liga).
Po raz pierwszy w ekstraklasie szwajcarskiej klub zagrał w sezonie 1969/70, jednak zajął przedostatnią (13. miejsce w 14-zespołowej lidze) lokatę i spadł do drugiej ligi. W najwyższej klasie rozgrywkowej FC Wettingen występował jeszcze dwukrotnie - w latach 1982-87 i 1988-92. Największym sukcesem było zajęcie 4. miejsca w sezonie 1988-89, co pozwoliło klubowi na start w Pucharze UEFA.
Po sezonie 1992/93 zespół z powodu kłopotów finansowych został rozwiązany, jednak jeszcze w tym samym roku powołano nowy, o zblizonej nazwie FC Wettingen 93.

## Europejskie puchary
Legenda do wszystkich tabel:
- Q – runda eliminacyjna, 1/16, 1/8, 1/4, 1/2 – odpowiednia faza rozgrywek, Grupa – runda grupowa, 1r gr – pierwsza runda grupowa, 2r gr – druga runda grupowa, F – finał, R – runda, PO – play-off
- k. – rzuty karne, los. – losowanie, Dogr. – dogrywka, w. – zasada bramek strzelonych na wyjeździe

| Sezon   | Rozgrywki   | Runda | Przeciwnik | Dom | Wyjazd | Ogólnie |
| ------- | ----------- | ----- | ---------- | --- | ------ | ------- |
| 1989/90 | Puchar UEFA | 1R    | Dundalk    | 3–0 | 2–0    | 5–0     |
| 1989/90 | Puchar UEFA | 2R    | SSC Napoli | 0–0 | 1–2    | 1–2     |